# Hummel-Denkmal (Weimar)

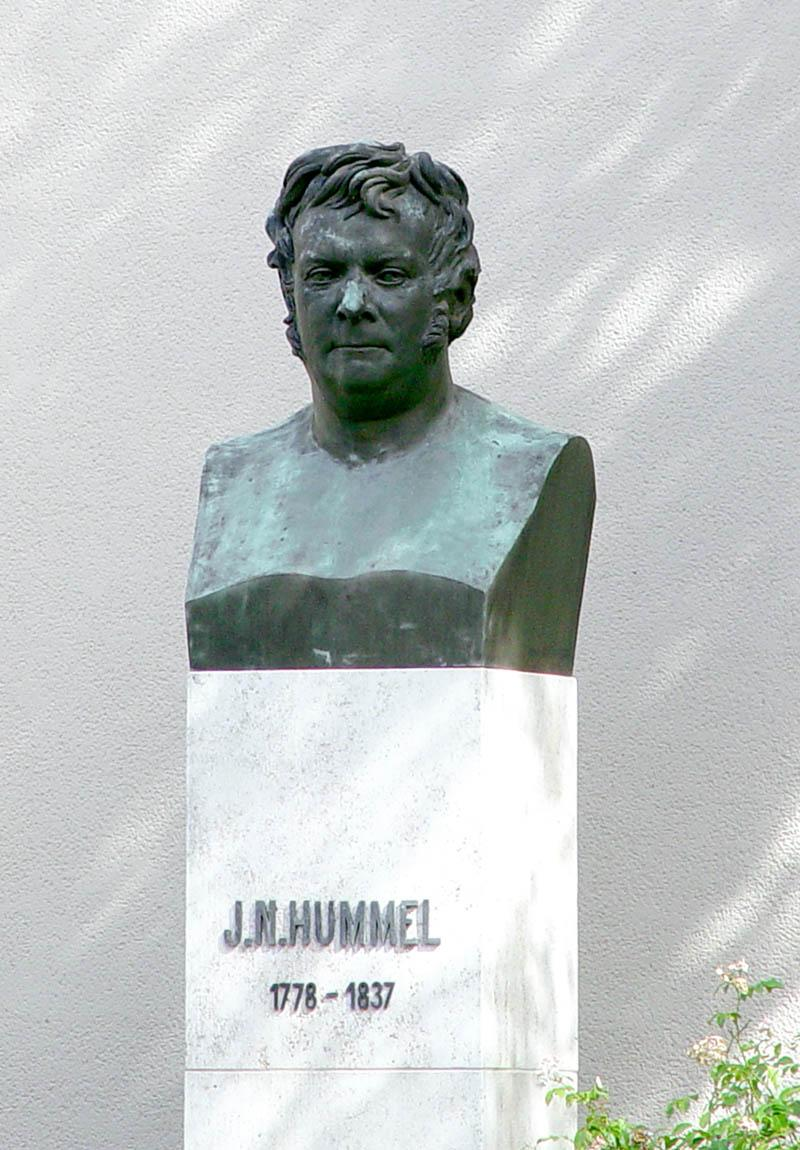
Denkmal für Johann Nepomuk Hummel

Das Weimarer Hummel-Denkmal, eine überlebensgroße Büste des Musikers Johann Nepomuk Hummel, steht hinter dem Deutschen Nationaltheater Weimar auf dem Sophienstiftsplatz.
Der Entwurf der Büste stammt von dem Wiener Bildhauer und Medailleur Franz Xaver Pönninger (1881), der Bronzeguss wurde von der Wiener Gießerei Röhlich und Pönninger ausgeführt. Am 15. August 1895, anlässlich der goldenen Hochzeit des Sohnes Carl Hummel, wurde das Denkmal aufgestellt und enthüllt, 1907, im Zusammenhang mit dem Theaterneubau, erstmals versetzt. 1948 fand es seinen heutigen Standort an der Westseite des Deutschen Nationaltheaters. 1967 wurde der rechteckige Sockel mit Travertinplatten verkleidet, die an der Frontseite den Namen und die Lebensdaten des Komponisten tragen.
Das Denkmal steht auf der Liste der Kulturdenkmale in Weimar (Einzeldenkmale).
Die Grabstätte Johann Nepomuk Hummels auf dem Historischen Friedhof Weimar wird von einer Wandstele mit einem vergoldeten Reliefporträt des Komponisten geschmückt, ist also ebenfalls ein Hummel-Denkmal.
Koordinaten: 50° 58′ 45,9″ N, 11° 19′ 26,8″ O